# Dimorphanthera womersleyi
Dimorphanthera womersleyi är en ljungväxtart som beskrevs av Herman Otto Sleumer. Dimorphanthera womersleyi ingår i släktet Dimorphanthera och familjen ljungväxter. Inga underarter finns listade i Catalogue of Life.